# 섬강중학교
섬강중학교(蟾江中學校)는 대한민국 강원특별자치도 원주시 지정면 가곡리에 있는 공립 중학교이다.

## 학교 연혁
- 2020년 3월 1일 : 제1회 신입학 및 전입학(남 207명, 여 215명)
- 2020년 3월 1일 : 섬강중학교 개교(20학급)
- 2020년 3월 1일 : 제1대 섬강중학교 교장 김영기 취임
- 2021년 1월 11일 : 제1회 졸업식(65명)
- 2024년 12월 31일 : 제5회 졸업식(281명)
- 2025년 3월 1일 : 제4대 섬강중학교 교장 김선규 부임

## 참고 자료
- 섬강중학교 - 한국교육학술정보원 학교알리미